# 磐田市立東部小学校
磐田市立東部小学校（いわたしりつとうぶしょうがっこう）とは、静岡県磐田市東貝塚にある公立の小学校である。

## 概要
NTNやヤマハ発動機の工場に起因する新興住宅地と旧来からの街並みを併せ持つ学区である。全校生徒はおよそ900人、教員はおよそ50人である。この学校はタグラグビーというスポーツが盛んである。学校目標は日本一である。　

## 沿革
- 1872年（明治5年）10月15日 - 山名郡第44区郷学所として鎌田学校が開校。[1]
- 1875年（明治8年）4月 - 坊中学校に改称。[1]
- 1889年（明治21年）4月15日 - 西貝尋常小学校が開校。[1]
- 1892年（明治24年）10月2日 - 南御厨尋常小学校が開校。[1]
- 1957年（昭和32年）4月1日 - 南御厨小学校、御厨小学校、磐田東（西貝）小学校を統合して磐田市立東部小学校が創立。[1]
- 1957年（昭和32年）9月 - 新校舎落成式。[1]
- 1978年（昭和53年）8月 - 校舎増築工事が完成。[1]
- 1979年（昭和54年）3月 - 創立20周年記念行事を挙行。[1]
- 1979年（昭和54年）4月 - 東校舎落成式。[1]
- 1982年（昭和57年）6月 - 南校舎完成。[1]
- 2003年（平成15年）4月 - 文部科学省から「教育の国際化推進地域指定事業センター校」に指定される（2年間）。[1]

## 教育目標
夢をもち、みんなと学ぶ子